# Hypersophtha priscata
Hypersophtha priscata là một loài bướm đêm trong họ Noctuidae.